# Rejon czutowski
Rejon czutowski – jednostka administracyjna w składzie obwodu połtawskiego Ukrainy.
Powstał w 1923. Ma powierzchnię 862 km² i liczy około 27 tysięcy mieszkańców. Siedzibą władz rejonu jest Czutowe.
W skład rejonu wchodzą 2 osiedlowe rady oraz 11 silskich rad, obejmujących 49 wsi.